# Oak Dump Cemetery
Oak Dump Cemetery is een Britse militaire begraafplaats met gesneuvelden uit de Eerste Wereldoorlog, gelegen in het Belgische dorp Voormezele (Ieper). De begraafplaats ligt ongeveer 2,3 km ten oosten van het dorpscentrum vlak bij het Provinciaal Domein De Palingbeek. De begraafplaats werd ontworpen door William Cowlishaw en wordt onderhouden door de Commonwealth War Graves Commission. Het terrein heeft een onregelmatige vorm en is ongeveer 1.060 m² groot. Het is omgeven met een bakstenen muur en het Cross of Sacrifice staat centraal achteraan. Er liggen 111 slachtoffers begraven waaronder 5 die niet geïdentificeerd konden worden. De graven liggen op onregelmatige wijze verspreid hetgeen getuigt van de moeilijke omstandigheden waarin de begraafplaats werd aangelegd.

## Geschiedenis
Deze begraafplaats werd genoemd naar een opslagplaats van oorlogsmateriaal. Gevechtseenheden startten met de aanleg ervan tijdens de Derde Slag om Ieper en begroeven er hun doden in juli, augustus en september van 1917. Van de 109 Britse doden behoren er 59 tot het London Regiment. Er liggen ook twee Australiërs begraven. Twee slachtoffers worden herdacht met een Special Memorial omdat hun graven werden vernietigd door artillerievuur en niet meer teruggevonden werden. Na de wapenstilstand werden nog twee graven toegevoegd van officieren die gesneuveld waren in oktober 1914.
Zeven mannen van de 180th Siege Battery werden in maart 1918 bedolven toen hun artilleriestelling, die tegenover de begraafplaats lag, instortte. Pas in 1927 werden hun lichamen teruggevonden en op deze begraafplaats begraven.
De begraafplaats werd in 2009 als monument beschermd.

## Onderscheiden militairen
- A.McK. Mitchell, onderluitenant bij het London Regiment werd onderscheiden met het Military Cross (MC).
- de korporaals Gerald Arthur Julian Stocker, Walter Pratt, E. Bolton en artillerist F. Lithgow ontvingen de Military Medal (MM).